# Большая Санкт-Петербургская улица
Больша́я Санкт-Петербу́ргская улица — одна из основных и наиболее протяжённых улиц Великого Новгорода. Находится на Софийской стороне.
Начинается в центре города от Кремлёвского парка (перекрёсток с улицами Газон и Розважа). Проходит в северном направлении до реки Стипенка, переходя затем в автодорогу на Санкт-Петербург. Протяжённость — более 6 км.
Улица пересекает всю северную часть Софийской стороны, неся основную транспортную нагрузку по северному направлению.

## История
Образовалась в XVIII веке во время прокладки дороги Санкт-Петербург—Москва. В XVIII — начале XIX веков улица заканчивалась у реки Гзень, далее находилась Санкт-Петербургская слобода. В годы Первой мировой войны была переименована в Петроградскую, затем 25 апреля 1925 года — в Ленинградскую. В 1958 году к улице был присоединён участок от Гзени до Колмова. В 1964 году улица была расширена до 14 м. Планировалось переименовать её в проспект. 12 сентября 1991 года первоначальное название было возвращено.

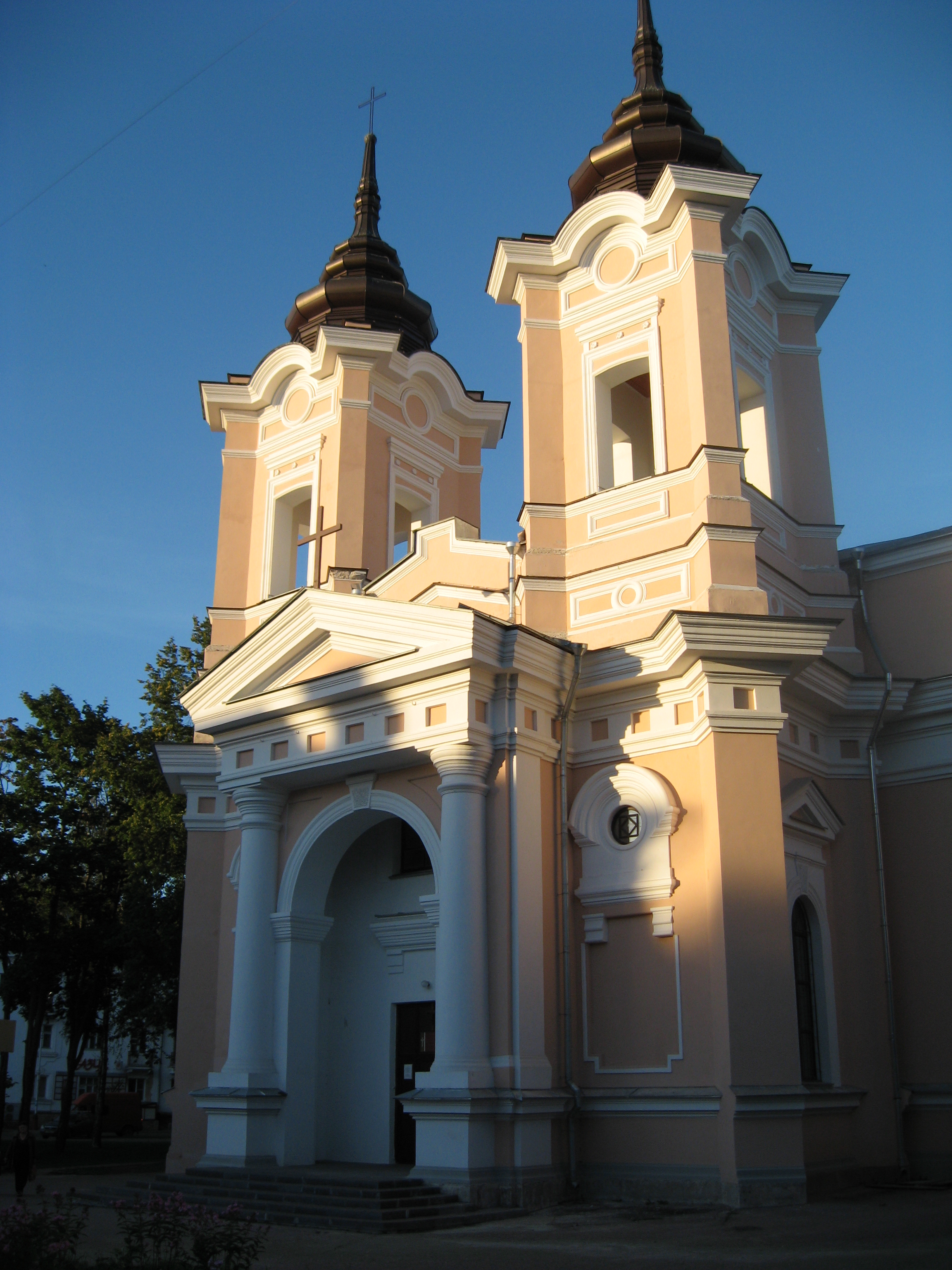
Католический храм апостолов Петра и Павла

Большая Санкт-Петербургская застроена административными, жилыми и промышленными зданиями. На улице расположены:
- УВД Великого Новгорода
- Новгородэнерго
- Офисы банков: «ВТБ 24», «Уралсиб»
- Храм апостолов Петра и Павла римско-католической церкви
- Кордегардия у Петербургской заставы
- Торговый дом «Русь»
- Торговый центр Волна (бывший завод «Волна»)
- Торговый центр «Феникс»
- Корпуса заводов: «Трансвит», «Квант», «Автоспецоборудование», «ГАРО»,
- Учебные корпуса НовГУ
- Политехнический колледж НовГУ
- Памятник Авиаторам Волховского фронта («Самолёт»)
- Центр защиты леса Новгородской области
- Строительный колледж
- Троллейбусный парк